# Santiago de Carreiras
Santiago de Carreiras is een plaats (freguesia) in de Portugese gemeente Vila Verde en telt 445 inwoners (2001).